# Saint-Pois
Saint-Pois est une commune française, située dans le département de la Manche en région Normandie, peuplée de 462 habitants.

## Géographie
La commune est au nord-ouest du Mortainais. Son bourg est à 17 km au nord-ouest de Mortain, à 18 km au sud-est de Villedieu-les-Poêles, à 19 km au sud-ouest de Vire, à 23 km au nord de Saint-Hilaire-du-Harcouët et à 26 km au nord-est d'Avranches.
| Coulouvray-Boisbenâtre | Coulouvray-Boisbenâtre, Saint-Michel-de-Montjoie | Saint-Michel-de-Montjoie           |
| Saint-Laurent-de-Cuves | Saint-Pois                                       | Saint-Michel-de-Montjoie, Lingeard |
| Cuves                  | Le Mesnil-Gilbert                                | Lingeard                           |

### Hydrographie
La commune est située dans le bassin Seine-Normandie. Elle est drainée par le Glanon, le cours d'eau 05 de la commune de Saint-Michel-de-Montjoie, un bras du Glanon, le cours d'eau 04 de la commune de Saint-Michel-de-Montjoie, le cours d'eau 04 de la commune du Mesnil-Gilbert, le fossé 01 des Vezieres et la Hartellerie,,.
Le Glanon, d'une longueur de 12 km, prend sa source dans la commune de Noues de Sienne et se jette  dans la Sée à Cuves, après avoir traversé six communes. 

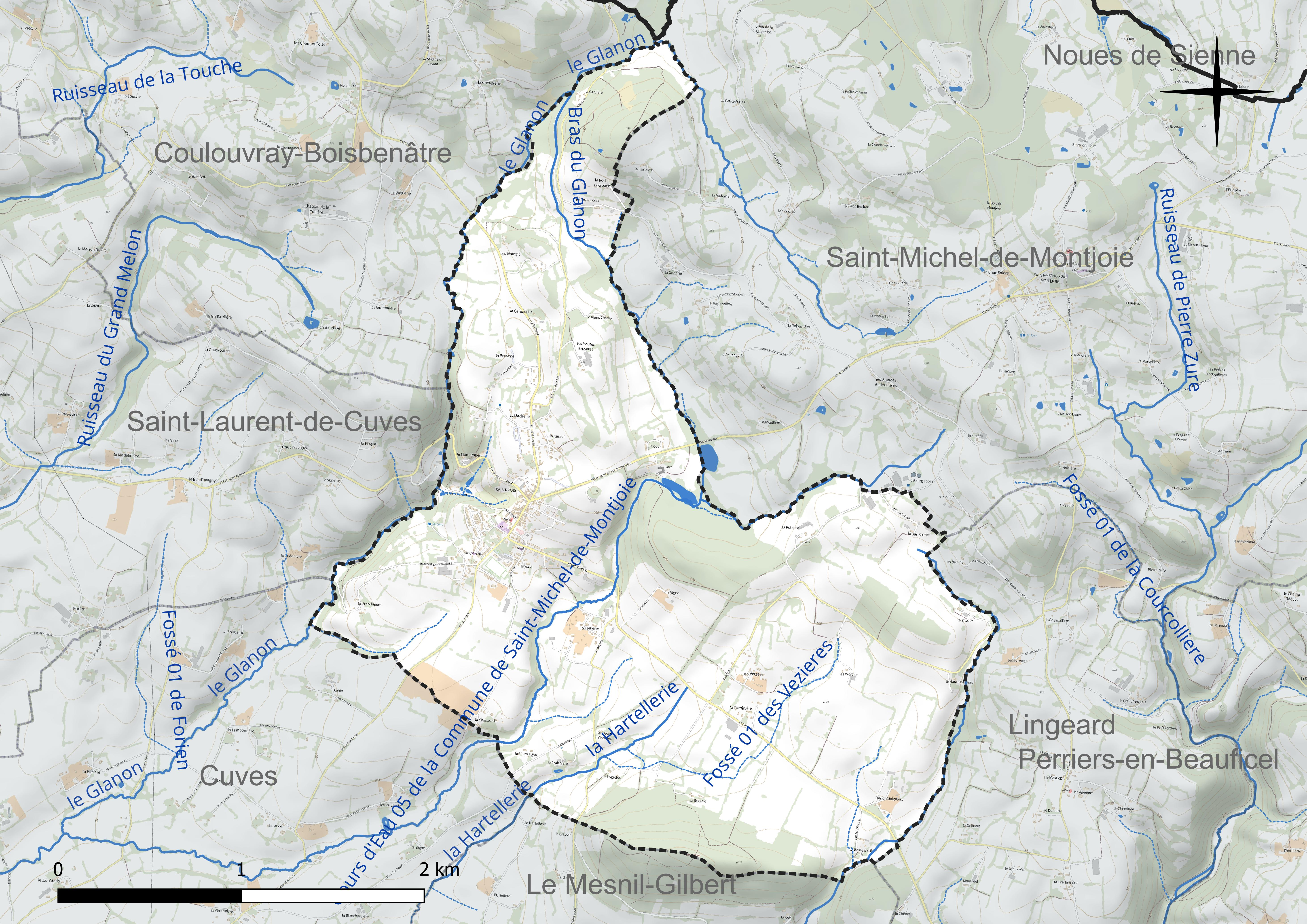
Réseau hydrographique de Saint-Pois.

### Climat
Pour des articles plus généraux, voir Climat de la Normandie et Climat de la Manche.
En 2010, le climat de la commune est de type climat océanique franc, selon une étude du Centre national de la recherche scientifique s'appuyant sur une série de données couvrant la période 1971-2000. En 2020, Météo-France publie une typologie des climats de la France métropolitaine dans laquelle la commune est exposée à un climat océanique et est dans la région climatique  Normandie (Cotentin, Orne), caractérisée par une pluviométrie relativement élevée (850 mm/a) et un été frais (15,5 °C) et venté. Parallèlement le GIEC normand, un groupe régional d’experts sur le climat, différencie quant à lui, dans une étude de 2020, trois grands types de climats pour la région Normandie, nuancés à une échelle plus fine par les facteurs géographiques locaux. La commune est, selon ce zonage, exposée à un « climat contrasté des collines », correspondant au Bocage normand, bien arrosé, voire très arrosé sur les reliefs les plus exposés au flux d’ouest, et frais en raison de l’altitude.
Pour la période 1971-2000, la température annuelle moyenne est de 10,4 °C, avec une amplitude thermique annuelle de 13 °C. Le cumul annuel moyen de précipitations est de 1 059 mm, avec 14,3 jours de précipitations en janvier et 9,3 jours en juillet. Pour la période 1991-2020, la température moyenne annuelle observée sur la station météorologique la plus proche, située sur la commune de Saint-Hilaire-du-Harcouët à 19 km à vol d'oiseau, est de 11,5 °C et le cumul annuel moyen de précipitations est de 929,5 mm,. Pour l'avenir, les paramètres climatiques de la commune estimés pour 2050 selon différents scénarios d’émission de gaz à effet de serre sont consultables sur un site dédié publié par Météo-France en novembre 2022.

## Urbanisme

### Typologie
Au 1er janvier 2024, Saint-Pois est catégorisée commune rurale à habitat dispersé, selon la nouvelle grille communale de densité à sept niveaux définie par l'Insee en 2022.
Elle est située hors unité urbaine et hors attraction des villes,.

### Occupation des sols
L'occupation des sols de la commune, telle qu'elle ressort de la base de données européenne d’occupation biophysique des sols Corine Land Cover (CLC), est marquée par l'importance des territoires agricoles (78,9 % en 2018), une proportion sensiblement équivalente à celle de 1990 (79,5 %). La répartition détaillée en 2018 est la suivante : zones agricoles hétérogènes (43,6 %), prairies (35,4 %), forêts (16,1 %), zones urbanisées (5 %). L'évolution de l’occupation des sols de la commune et de ses infrastructures peut être observée sur les différentes représentations cartographiques du territoire : la carte de Cassini (XVIIIe siècle), la carte d'état-major (1820-1866) et les cartes ou photos aériennes de l'IGN pour la période actuelle (1950 à aujourd'hui).

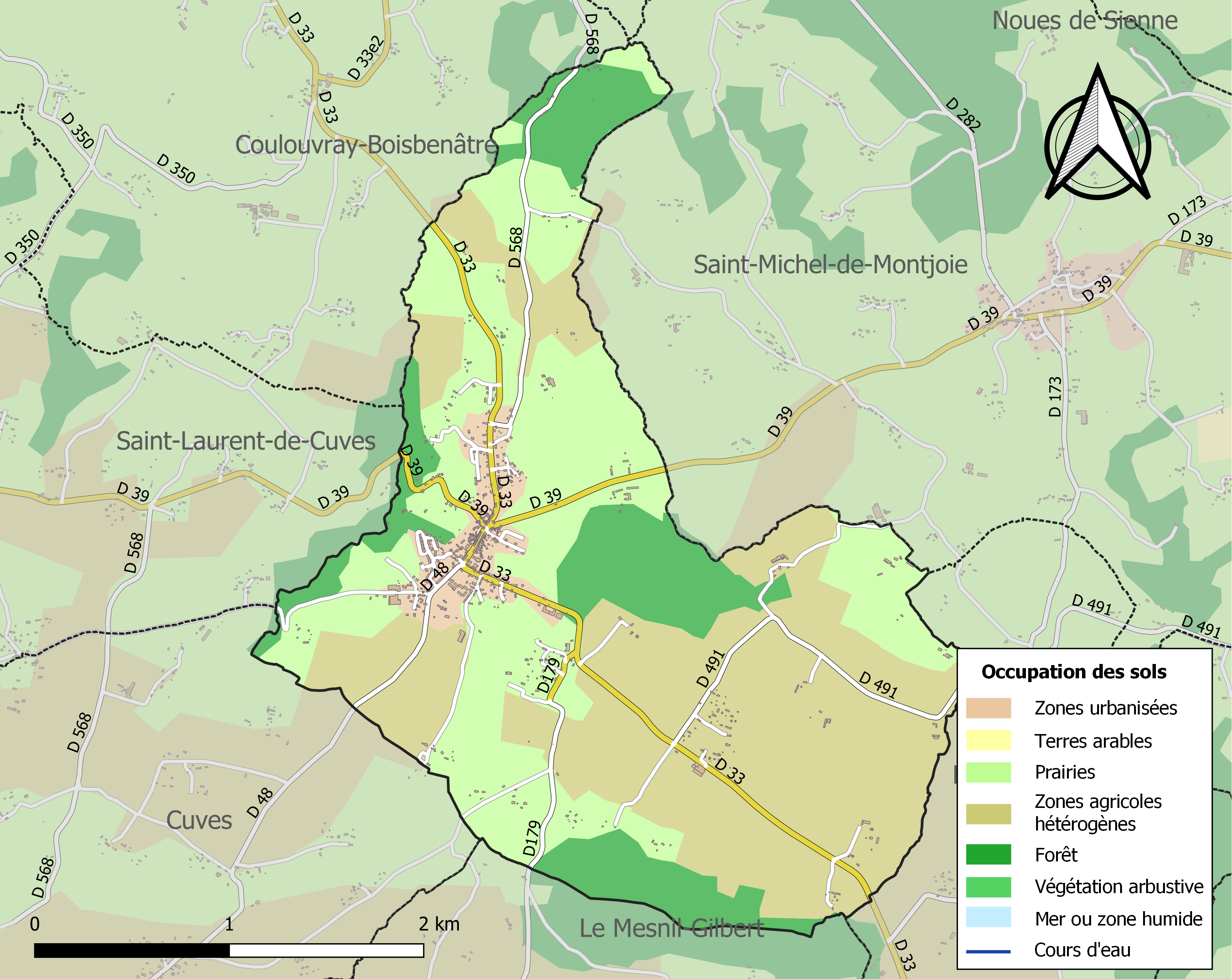
Carte des infrastructures et de l'occupation des sols de la commune en 2018 (CLC).

## Toponymie
Le nom de la localité est attesté sous la forme de S. Paterno en 1412.
Pois est une déformation de Pair, appelé également Paterne, évêque d'Avranches au VIe siècle.
Saint Pair est en effet le patron de la paroisse. Dans le parler local, le r final ne se prononce pas. D'autre part, pois se dit peis. D'où la confusion des deux mots.
Homonymie, donc, avec Saint-Poix, Saint-Pair, Saint-Pair-sur-Mer, Saint-Pair-du-Mont, Saint-Paterne, Saint-Paterne-Racan, Saint-Paër et Saint-Pern.
Le gentilé est Saint-Poisien.

## Histoire

### Les origines: Les Seigneurs Servain
Vers la fin du IXe siècle, la contrée qui forme aujourd'hui les communes de Saint-Pois, Coulouvray, Montjoie (Saint-Michel), Gathemo, Lingeard et autres environnantes présentait encore l’aspect d'une vaste forêt dont quelques portions seulement étaient livrées à la culture, et les habitants n'étaient pas nombreux. Lorsque les Normands se fixèrent dans l'Avranchin et même dans presque toute la Basse-Neustrie (888), un de leurs chefs vint au milieu de ces bois, et y bâtit un manoir qui devient bientôt une place forte. S'étant l'un des premiers soumis à Rollon, il reçut de lui de vastes domaines aux pays de Lisieux ; mais il n’abandonna pas sa première résidence, ou il pouvait facilement se livrer au plaisir de la chasse. Les habitants du voisinage le nommèrent Sylvanus, c'est-à-dire le seigneur de la forêt ou des bois, nom qu'il accepta, et de là le nom de Sylvain et Servain que portèrent tous ses descendants jusqu'au XVe siècle. Le seigneur Servain bâtit une église, qui fut placée sous le vocable de saint Paterne, évêque d'Avranches, d'où le nom de saint Paterne ou saint Pair sous lequel on désigna la paroisse jusqu'à la fin du XVIIIe siècle. Alors seulement elle prit le nom de Saint-Paix, Saint-Pouaix et enfin Saint-Pois qu'elle porte actuellement. Il existait également une chapelle située à un kilomètre environ, et dédiée sous le titre de Saint-Jacques, apôtre, elle était desservie par un clerc, et les fidèles s'y réunissaient pour le culte. Avait-elle échappé aux dévastions des Normands, ou bien avait-elle été bâtie après la conversion des seigneurs Servain, il n'est pas possible de le savoir, mais après la construction de l'église Saint-Paterne, elle fut abandonnée, tomba en ruines, et il n'en est fait aucune mention dans la suite. Elle était au-delà du Bas-bourg, près de l'ancienne route de Brécey; le souvenir s'en est conservé dans le Champ-de-la-Chapelle, le bois Saint-Jacques, la butte Saint-Jacques, le pont Saint-Jacques, jeté sur le Glanon, aux limites de Saint-Pois, Saint-Laurent-de-Cuves et Cuves. Les maisons qui se bâtirent près du manoir des Servain et de l'église furent l'origine du bourg actuel. La première mention authentique de Saint-Pois se trouve dans la charte de fondation de l'église collégiale de Mortain (1082) ; il y est dit que Robert, compte de Mortain, donna pour la prébende du Doyen, entre autres choses, la moitié de la dîme de la foire de Saint-Pair. Cette foire qui se tient tous les ans le jeudi d'après le 1er novembre, remonte comme on le voit, à une assez haute antiquité. Jadis c'était une des plus grandes foires du pays, mais elle a beaucoup perdu de son importance. Plusieurs des fils du seigneur Servain, Guillaume et Gauvin Servain prient la croix à la voix de l'évêque Turgis et partirent pour la Terre sainte en 1095. Mais s'il faut croire la tradition il y aurait eu trois seigneurs Servain à partir en même temps pour la croisade, et ce serait pour perpétuer le souvenir de ce fait qu'on aurait élevé trois croix dans le champ appelé le champ des Croix, situé entre le bourg et le château actuel, sur la route de Vire. Robert Servain, dernier seigneur de ce nom, refusa de se soumettre au roi Anglais Henri V en 1418. Ses biens furent confisqués et donnés à Henri V, qui resta possesseur de la baronnie de Saint-Pair jusqu'en 1463,.

### Marquisat: la famille d'Auray
La baronnie de Saint-Pair-le-Servain fut remise à la famille d'Auray par un mariage puisque Robert Servain n'eut qu'une fille, Marguerite Servain. C'est ainsi que la famille d'Auray, très ancienne en Bretagne hérita de la baronnie de Saint-Pair-le-Servain. En 1470, vit Jehan d'Auray, conseiller et chambellan de Louis XI. Dans les ancêtres des d'Auray nous retrouvons une personnalité importante, Pierre d'Auray conseiller du roi, lieutenant général du bailli de Mortain (1648-1683) fut un des seigneurs les plus distingués de son pays et de son temps.
Par lettres patentes de 1700, Louis XIV érigea en sa faveur la baronnie de Saint-Pois en marquisat d'Auray ; il y mourut en 1728.
Par ailleurs le château du début du XVIIIe siècle fut construit par la famille d'Auray. Il est actuellement inscrit au titre des monuments historiques par arrêté du 24 mai 1974,.

### La révolution de 1790: Saint-Pois chef-lieu de canton
La révolution de 1790 fit de Saint-Pois un chef-lieu de canton, qui se composa de Saint-Pois, Boisyvon, Coulouvray, Lingeard, Mesnil gilbert, Montjoie, Saint-Laurent-de-Cuves, Saint-Martin le-Bouillant, La Chapelle-Cécelin et Saint-Maur-des-Bois. Ces deux dernières communes étaient de l'ancien diocèse de Coutances.
Depuis 1800, l'aspect de Saint-Pois a beaucoup changé, cinq grandes routes ont été ouvertes, beaucoup de maisons nouvelles se sont construites au bourg, et la population s'est assez notablement accrue. Le site sans doute n'a pas changé et les beaux points de vue dont on y jouit aujourd'hui sont les mêmes qu'autrefois; mais les routes qui viennent aboutir en ce bourg, jadis de difficile accès, permettent d'en jouir plus facilement et de faire aux environs d'agréables promenades.

### La Seconde Guerre mondiale: Saint-Pois occupé

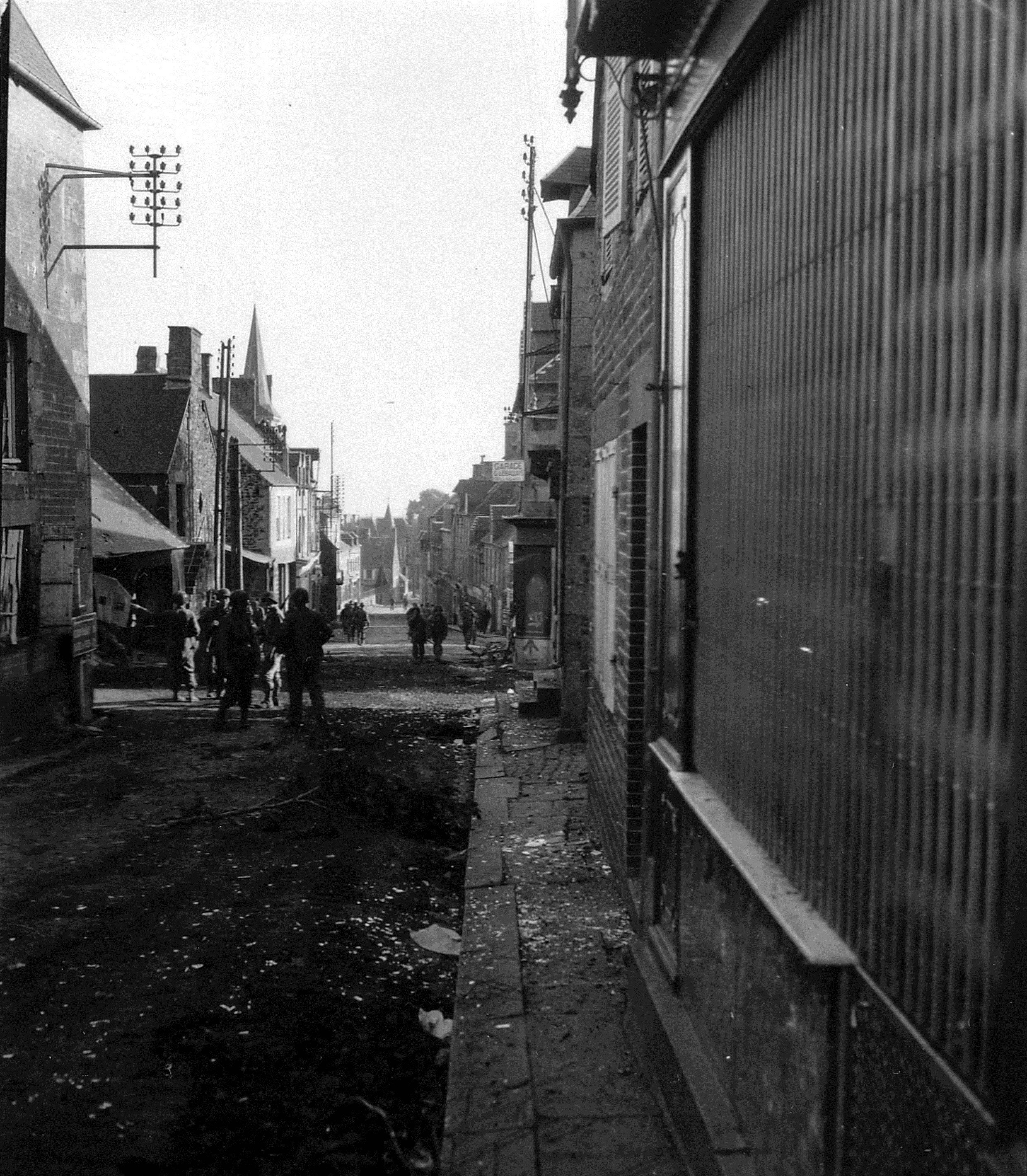
Libération de Saint-Pois.

Le 31 juillet 1944, une première charge de la 3e division blindée américaine du général Rose ne parvient pas à libérer Saint-Pois de l'occupation allemande. Le 5 août, la 4e division d'infanterie américaine du général Barton libère entièrement Saint-Pois qui résiste à la contre-attaque allemande, jusqu'à l'arrivée, le 7 août de la 2e division blindée américaine du général E. Brooks qui enfonce le front allemand.

## Politique et administration

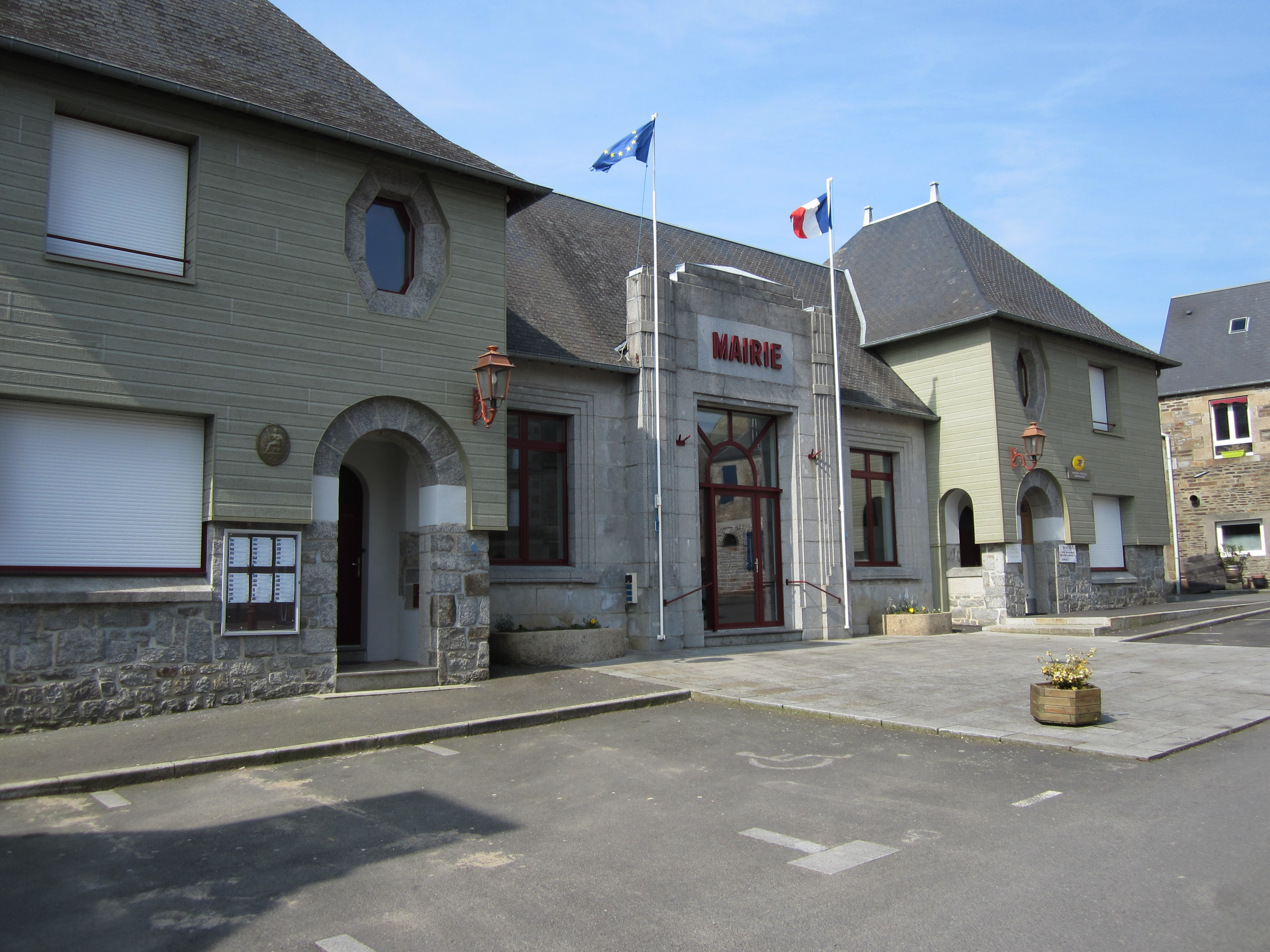
La mairie.

| Période             | Période          | Identité                                    | Étiquette | Qualité                                                                                 |
| ------------------- | ---------------- | ------------------------------------------- | --------- | --------------------------------------------------------------------------------------- |
| 22 janvier 1793     | 22 nivôse An 2   | Pierre Louis Denis                          |           | Membre du conseil général (élu le 2 janvier 1793) pour vérifier les actes EC            |
| 15 ventôse An 2     | 25 germinal An 2 | Étienne Chapin                              |           |                                                                                         |
| 27 germinal An 2    |                  | Pierre Esnu                                 |           |                                                                                         |
| 4 prairial An 2     |                  | Julien Le Tellier                           |           | Officier municipal à défaut d'officier public                                           |
| 19 prairial An 2    |                  | Pierre Esnu                                 |           |                                                                                         |
| 22 prairial An 2    | 12 pluviôse An 3 | Julien Le Tellier                           |           | Officier municipal à défaut d'officier public                                           |
| 20 pluviôse An 3    |                  | Pierre Vaudry                               |           | Officier municipal à défaut d'officier public puis adjoint (v. 1745-1825)               |
| 29 fructidor An 4   | 26 floréal An 6  | Jacques Heuzé                               |           | Officier municipal faisant les fonctions d'officier public                              |
| 10 prairial An 6    | 6 fructidor An 6 | Noël Jean Jacques Le Clair                  |           | Agent municipal faisant les fonctions d'officier public                                 |
| 1 frimaire An 7     |                  | Jacques Giroult                             |           | Adjoint municipal faisant les fonctions d'officier public                               |
| 11 prairial An 7    |                  | Noël Jean Jacques Le Clair                  |           | Agent municipal faisant les fonctions d'officier public                                 |
| 10 vendémiaire An 7 |                  | Barnabé Chonnaux                            |           | Président de l'administration municipale faisant les fonctions d'officier public        |
| 5 vendémiaire An 8  | 8 germinal An 8  | Noël Jean Jacques Le Clair                  |           | Agent municipal faisant les fonctions d'officier public                                 |
| 31 prairial An 8    | 1825             | Alexandre Marin Raulin                      |           |                                                                                         |
| 30 brumaire An 8    |                  | Michel Léonord André Harivel                |           | Vice-président de l'administration municipale faisant les fonctions d'officier public   |
| 1825                | 1827             | Louis Eugène Beuve d'Auray de Saint-Pois    |           | 3e marquis de Saint-Pois Officier au régiment de Royal-Pologne, émigra en 1790          |
| 1830                | 1834             | Pierre Chapin                               |           | Cultivateur                                                                             |
| 1834                | 1850             | Jean Baptiste Bunel                         |           | Propriétaire Mort en fonction                                                           |
| 1850                | 1867             | Raymond Beuve Florent d'Auray de Saint-Pois |           | 4e marquis de Saint-Pois Conseiller général de la Manche Mort en fonction               |
| 1867                | 1881             | Gustave Louis, comte d'Auray de Saint-Pois  |           | Conseiller général de la Manche Chevalier de l'Ordre de Pie IX                          |
| 1881                | 1882             | Constant Gasnier                            |           | Propriétaire Mort en fonction                                                           |
| 1882                | 1908             | Gustave Louis, comte d'Auray de Saint-Pois  |           | Conseiller général de la Manche Chevalier de l'Ordre de Pie IX                          |
| 1908                | 1928             | Gustave Alfed Louis Datin                   |           | Notaire Vice-président du conseil général de la Manche Chevalier de la Légion d'honneur |
| 1928                | 1935             | Louis Picquois                              |           | Clerc de notaire Conseiller général de la Manche                                        |
| 1936                | 1947             | Louis Lemonnier                             |           | Pharmacien                                                                              |
| 1947                | 1959             | Ernest Pascal Cyprien Mauduit               |           | Entrepreneur de travaux granitiques                                                     |
| 1959                | 1971             | Roger Cyril Lainé                           |           | Clerc de notaire                                                                        |
| 1971                | 1982             | Robert Lemonnier                            |           | Médecin                                                                                 |
| 1983                | 2001             | Raymond Datin                               |           | Agent d'assurance                                                                       |
| mars 2001           | mars 2014        | Casimir Lechevalier                         |           | Président de la communauté de communes                                                  |
| mars 2014           | En cours         | Yves Lecourt                                | SE        | Artisan retraité                                                                        |

Le conseil municipal est composé de onze membres dont le maire et trois adjoints.

## Démographie
L'évolution du nombre d'habitants est connue à travers les recensements de la population effectués dans la commune depuis 1793. Pour les communes de moins de 10 000 habitants, une enquête de recensement portant sur toute la population est réalisée tous les cinq ans, les populations de référence des années intermédiaires étant quant à elles estimées par interpolation ou extrapolation. Pour la commune, le premier recensement exhaustif entrant dans le cadre du nouveau dispositif a été réalisé en 2005.
En 2022, la commune comptait 462 habitants, en évolution de −9,23 % par rapport à 2016 (Manche : −0,31 %, France hors Mayotte : +2,11 %).
Saint-Pois a compté jusqu'à 865 habitants en 1846.
| 1793 | 1800 | 1806 | 1821 | 1831 | 1836 | 1841 | 1846 | 1851 |
| ---- | ---- | ---- | ---- | ---- | ---- | ---- | ---- | ---- |
| 670  | 608  | 690  | 716  | 800  | 775  | 848  | 865  | 842  |

| 1856 | 1861 | 1866 | 1872 | 1876 | 1881 | 1886 | 1891 | 1896 |
| ---- | ---- | ---- | ---- | ---- | ---- | ---- | ---- | ---- |
| 833  | 840  | 809  | 781  | 797  | 769  | 753  | 749  | 768  |

| 1901 | 1906 | 1911 | 1921 | 1926 | 1931 | 1936 | 1946 | 1954 |
| ---- | ---- | ---- | ---- | ---- | ---- | ---- | ---- | ---- |
| 747  | 677  | 702  | 605  | 610  | 625  | 608  | 632  | 660  |

| 1962 | 1968 | 1975 | 1982 | 1990 | 1999 | 2005 | 2006 | 2010 |
| ---- | ---- | ---- | ---- | ---- | ---- | ---- | ---- | ---- |
| 639  | 623  | 519  | 568  | 558  | 528  | 527  | 531  | 494  |

| 2015 | 2020 | 2022 | - | - | - | - | - | - |
| ---- | ---- | ---- | - | - | - | - | - | - |
| 508  | 480  | 462  | - | - | - | - | - | - |

## Vie locale

### Sports
Le Football cantonal Saint-Pois fait évoluer deux équipes de football en divisions de district.
Un club de rugby à XIII est créé dans la commune qui joue son premier match officiel contre Charenton en 2021. Il est ensuite pleinement intégré dans le championnat de France : lors de la saison 2023-2024, le club dispute la « Nationale 3 » , dans la poule « Nord » , avec des équipes de l'ouest de la France comme Nantes et Vertou.

## Culture locale et patrimoine

### Lieux et monuments
- Château de Saint-Pois des XVIIe – XVIIIe siècles (1719) avec pigeonnier, partiellement inscrit au titre des monuments historiques par arrêté du 24 mai 1974[30]. Le jardin et le parc sont inscrits à l'IGPC[44].
- Église Saint-Louis avec tour-porche reconstruite de 1876 à 1888, en remplaçant de l'ancienne église menaçant ruine. L'édifice, pavé de pierres tombales des XVIIe et XVIIIe siècles, abrite des burettes et leur plateau du XVIIIe classées au titre objet aux monuments historiques[45], ainsi qu'un bénitier en granit très ouvragé, une Vierge de pitié du XVe, les statues de saint Pair du XVIe, de saint Sébastien du XVIe, un tableau le Portement de croix du XIXe, une verrière d'Alberges et fils du XIXe et Paul Bony du XXe[29].
- Ancien presbytère en face de l'église et croix ancienne en granit.
- Croix de chemin dite croix des Vergées du XVIIIe siècle, croix du Bas du bourg du XVIIe siècle et de la Mocherie du XVIIe siècle.
- Villa Lemare située dans le bourg. Manoir construit par Émile Lemare, courtier en huile sur Paris, qui achète en 1882 un terrain au marquis d’Auray de Saint-Pois pour s'installer avec son épouse.

.Pour mémoire
- Ancienne église paroissiale Saint-Pair dont l'origine remonte au XIe siècle. La première église construite était une modeste chapelle qui, après quelques remaniements, perdurera jusqu’à la fin du XIXe siècle. Elle fut alors démolie pour que soit bâtie en 1880, au même endroit l'église actuelle. De l'ancien lieu de culte il subsiste entre autres, une pietà du XVe siècle et un bénitier en granit très ouvragé.

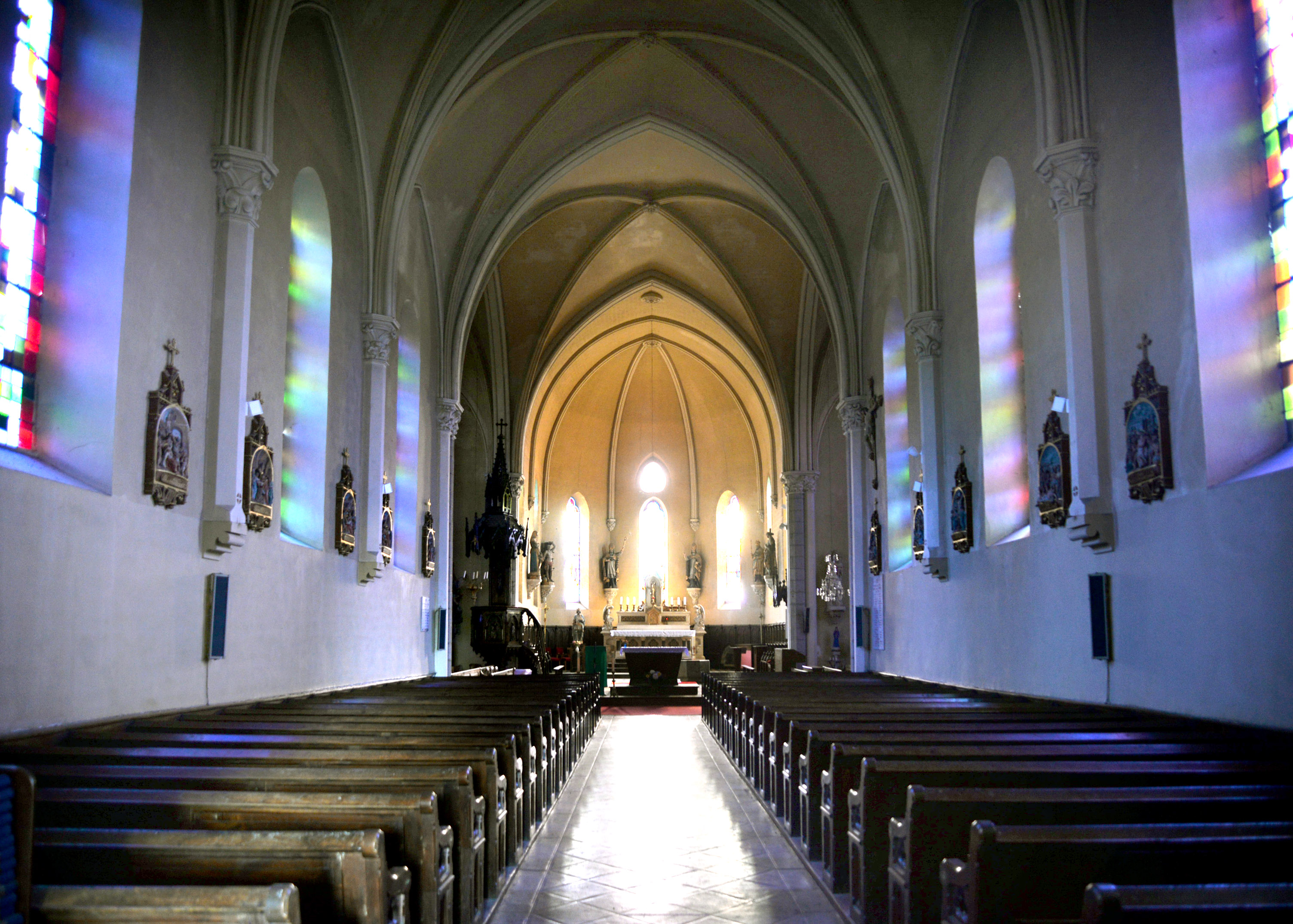
La nef de l'église.
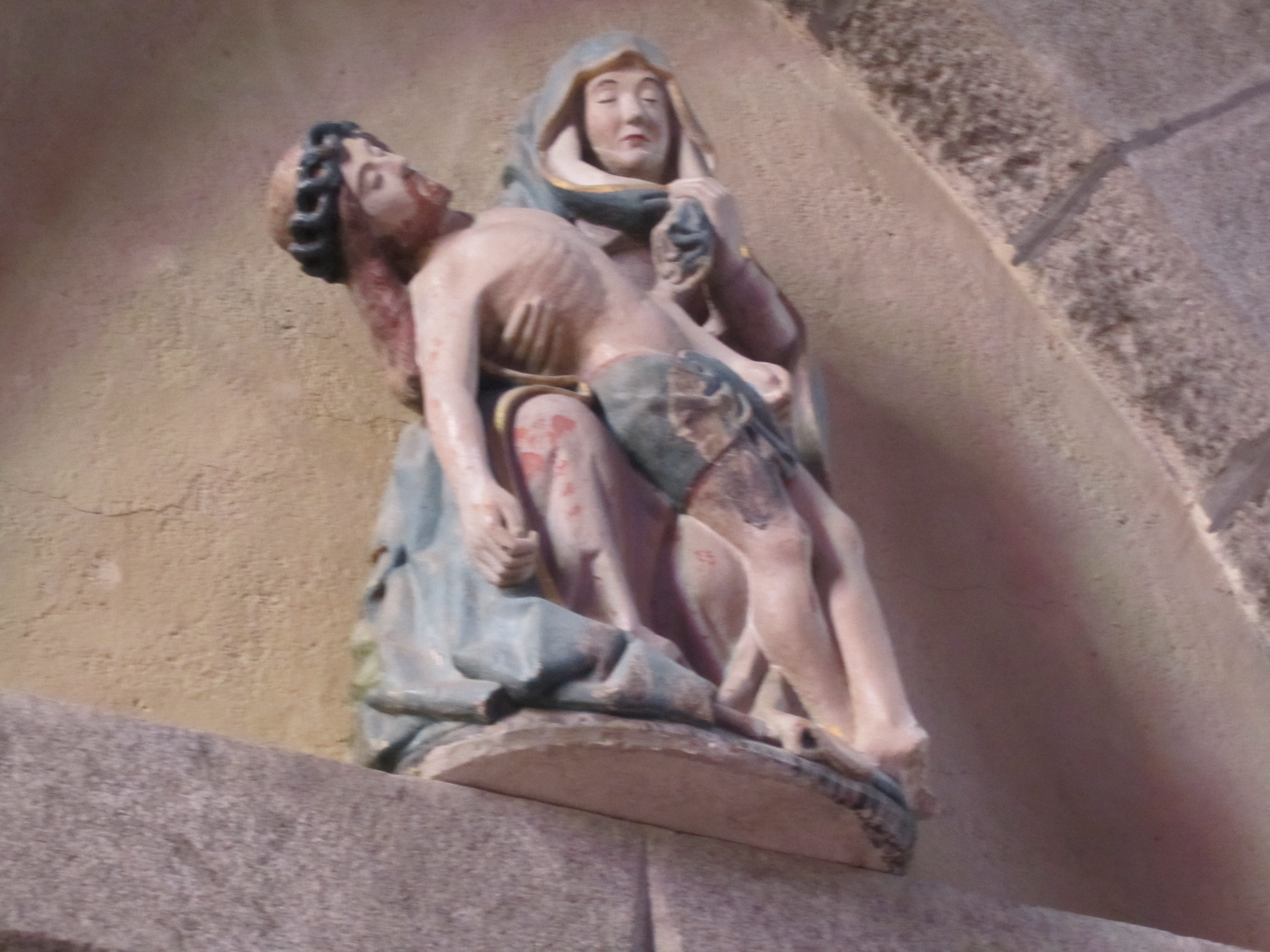
Pietà du XVe siècle.
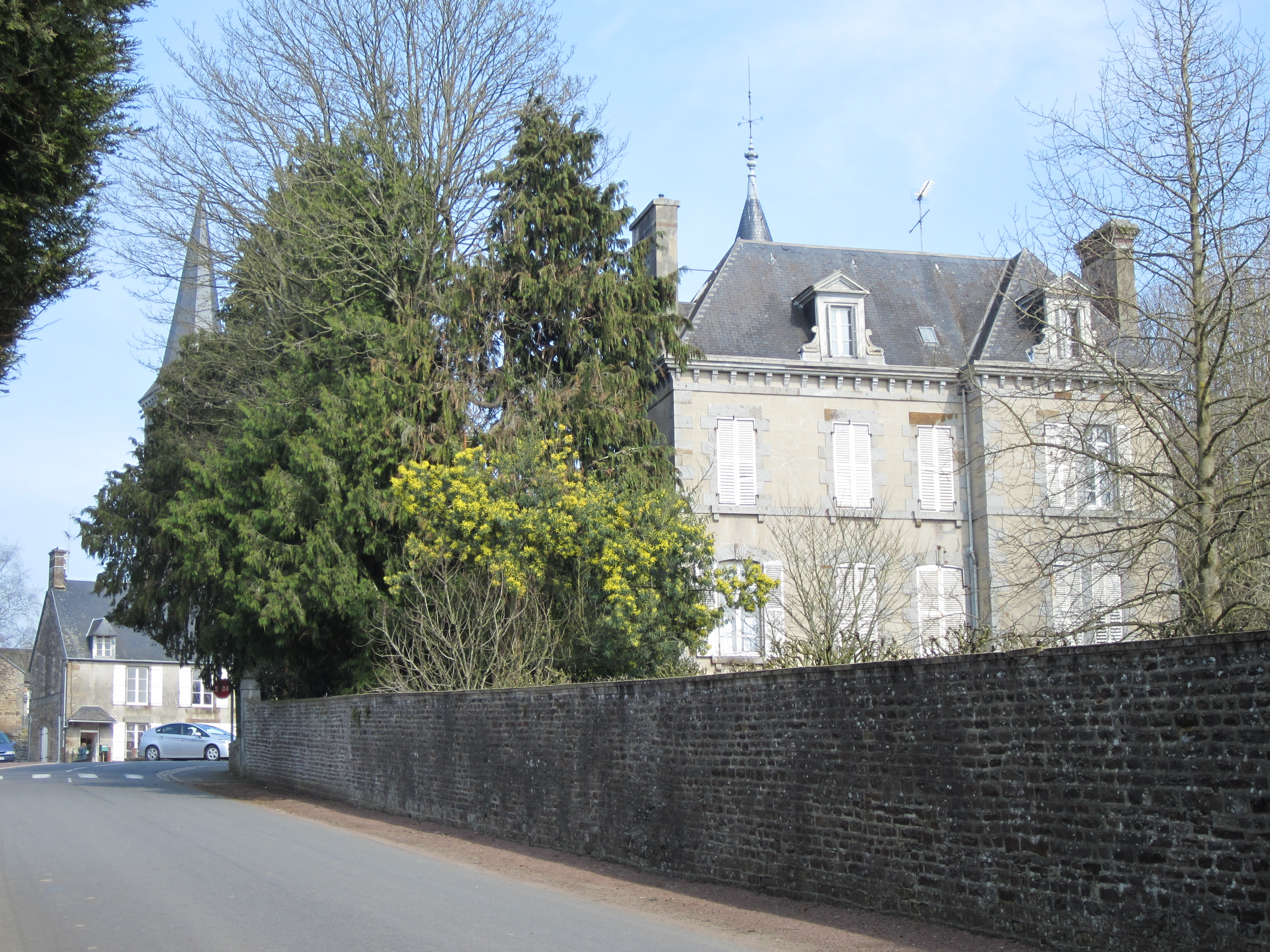
La villa Lemare.
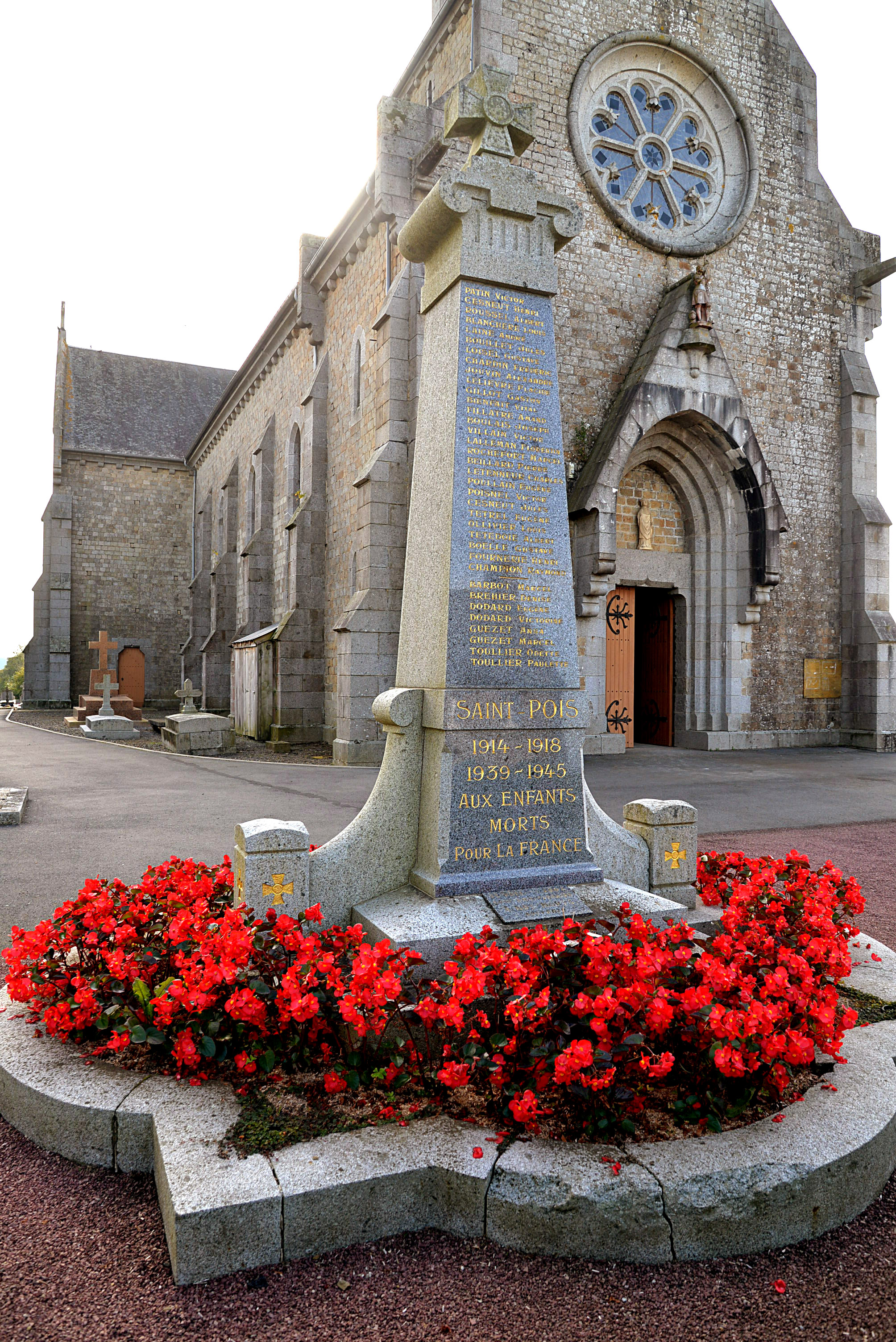
Le monument aux morts.

### Personnalités liées à la commune
- Jean-François Graindorge (Saint-Pois, 1770 - 1810), général des armées de la République et de l'Empire, mort le 1er octobre 1810, des suites de ses blessures reçues lors de la bataille de Buçaco (nom gravé sous l'Arc de Triomphe).
- Jean Gardin (Saint-Pois, 1941-), évêque d'Impfondo au Congo.
- Philippe Bas, homme politique, sénateur.

### Héraldique
| Blason de Saint-Pois | Blason  | Tiercé en pairle renversé; au 1 de gueules à deux léopards d'or, armés et lampassés d'azur l'un au-dessus de l'autre, au 2 d'or à un chêne de sinople, futé et fruité de tenné, au 3 d'azur à trois fasces ondées d'argent. |
| Blason de Saint-Pois | Détails | Les deux léopards d'or rappellent les armoiries de la Normandie. Créé par JF Binon. Adopté le 14 mars 2019. |